# Borja Iglesias Quintás
Borja Iglesias Quintás (Santiago de Compostela, Galícia, 7 de gener del 1993), també conegut amb el sobrenom de "Panda", es un futbolista gallec que juga com a davanter pel  Celta.

## Trajectòria

### Inicis
Nascut a Santiago de Compostel·la, Borja Iglesias es va formar en les categories d'infantil i cadet al València CF, i després de passar una temporada en el futbol base de La Roda Club de Fútbol, on va portar el seu equip a la 5a posició amb 15 gols, va recalar al planter del Vila-real CF, competint amb els juvenils durant una temporada i començant la seva carrera com a professional el 2012 amb el Vila-real "C" de la Tercera Divisió d'Espanya, on va finalitzar la seva etapa amb 11 gols.

### Celta "B"
El 9 de juliol de 2013 Borja Iglesias va fitxar pel Celta de Vigo, com a aposta de futur del club gallec, sent fitxat per a l'equip filial que competiria en la Segona Divisió B d'Espanya.
El 3 de gener de 2015 debuta amb el primer equip en la Primera Divisió espanyola, entrant al minut setanta-vuit com a substitut de Santi Mina, en la derrota com a visitant del Celta contra el Sevilla Futbol Club.
El 17 de juliol de 2015 comença la pretemporada amb la primera plantilla a Alemanya, marcant dos gols en els amistosos del club vigués. No obstant això, amb la competència en la davantera, s'uniria al filial de nou per al començament de la nova temporada.
El 22 de desembre de 2016, durant la prèvia del partit de Copa del Rei contra el UCAM Múrcia rep el reconeixement per part del Celta de Vigo com a màxim golejador històric del filial. Aquesta temporada marcaria trenta-dos gols, major taxa golejadora individual de tota la Segona B aquesta temporada.

### Real Zaragoza
Després de la seva brillant temporada com a màxim golejador de la categoria de bronze del futbol espanyol, i amb un enorme potencial com a davanter centre, el Reial Saragossa es fa amb la cessió del jugador gallec per part del Celta, després d'haver rebut ofertes de tots els clubs de Segona i gran part de Primera.
Com feia en tots els clubs en els quals ha militat, Borja va començar a golejar als equips rivals fins a finalitzar la temporada 2017-2018 amb un total de 22 gols en el seu compte personal, un d'ells en els 64ns de la Copa del Rei enfront del Granada Club de Futbol, on el Reial Saragossa va aconseguir la victòria per 3 a 0.
Va finalitzar la temporada amb el grup aragonès com pichichi de l'equip i tercer màxim golejador de la Lliga 123, portant a l'equip fins a la tercera posició i aspirant als Play-off d'ascens a la Lliga Santander. El Reial Saragossa va aconseguir passar a la segona fase que semblava anar per bon camí després d'haver empatat a 1 en el partit d'anada enfront del CD Numància, però la mala sort va fer que caiguessin derrotats en el partit de tornada per 1 a 2, sent eliminats de la promoció d'ascens i quedant-se un any més en la categoria de plata.
Borja Iglesias al costat dels seus gols i una gran interacció amb l'afició saragossista tant en el camp com en les xarxes socials, va aconseguir guanyar-se als aficionats del club saragossà que van inundar les xarxes amb una gran quantitat de missatges emotius i d'agraïment malgrat no aconseguir l'ascens a Primera Divisió.
L'11 de juny de 2018, Borja publicava en Twitter una llarga carta de comiat cap al club i els seus aficionats, on agraïa tot el suport rebut des del primer dia i acomiadant-se amb un "fins aviat", després de conèixer-se la notícia que havia de tornar al Celta de Vigo, d'on venia cedit.

### RCD Espanyol de Barcelona
El 9 de juliol de 2018 signà contracte pel R.C.D Espanyol de Barcelona per les següents quatre temporades a canvi de 10 milions d'euros. Va debutar oficialment amb el club el 18 d'agost, com a titular en un empat 1–1 a casa contra el Celta, el seu antic club. En la seva següent aparició, va contribuir a derrotar el València CF per 2–0 després d'aprofitar una errada de Cristiano Piccini a mitjan segona part.
A les darreries de juliol i començaments d'agost de 2019, Iglesias va marcar tres gols entre l'anada i la tornada, per un resultat global de 7–1 a favor, contra el Ungmennafélagið Stjarnan a la segona ronda prèvia de la Lliga Europa de la UEFA.

### Reial Betis
El 14 d'agost de 2019, Iglesias va fitxar pel Reial Betis, club amb el qual va signar un contracte per cinc anys, amb un traspàs rècord de 28 milions d'euros. Es va reunir així amb el seu entrenador a l'Espanyol Rubi.

## Palmarès
Real Betis
- 1 Copa del Rei: 2021-22

Bayer Leverkusen
- 1 Bundesliga: 2023-24[9]
- 1 Copa alemanya: 2023-24[10]

### Individual
- Trofeu Santander al millor jugador de La Liga 1|2|3 del mes d'Octubre (2017/18)[11]
- Màxim golejador de la Copa del Rei 2021-22.[12]